# 坏蛋必须死
《壞蛋必須死》是華誼兄弟出品、孫皓編劇並執導、由馮小剛和姜帝圭監製的中韓合拍的一部喜劇動作電影，陳柏霖、孫藝真、喬振宇、申鉉濬主演。中國於2015年11月27日上映。

## 劇情
假期來臨之際，在釜山當中文老師的強子（陳柏霖飾）和從中國家鄉遠道而來的好哥們三兒（喬振宇飾）、大頭（丁文博飾）和弟弟帕帕（楊旭文飾）相約，一起到濟州島散心。狂飆的小混混、性感的韓國女人（孫藝真飾）、執著的老警察（張光飾）、神秘的尾隨者（申賢俊飾）、不著調的牧師（朴哲民飾）接連出現在他們身邊。期盼已久的旅程，因為這些人的存在而雞飛狗跳、險象環生，好像每個人都做了壞事。此時一隻神秘小黑豬出現讓所有人殺紅了眼，更將眾人推向生死危急的關口…… 到底怎樣才能脫離險境？究竟誰才是那個真正該死的《壞蛋》？

## 主要人物
- 陳柏霖 飾演 強子
- 孫藝真 飾演 智妍
- 喬振宇 飾演 三兒
- 申鉉濬 飾演 黑幫殺手
- 張光 飾演 濟州島老片警
- 杨旭文 飾演 帕帕
- 丁文博 飾演 大頭
- 朴哲民 飾演 牧師

## 其他人物
- 關曉彤 飾演 機場小美女
- 魏賢二 飾演 李明浩
- 崔獻秀 飾演 店經理
- 金旻徑 飾演 朴袖珍
- 金潤熙 飾演 順姬
- 徐茶人 飾演 美蘭
- 金惠善 飾演 黑幫女老大
- 元欽 飾演 朴學龍

## 制作
2015年4月在濟州島開拍，6月關機，這是馮小剛助手孫皓的導演處女作，馮小剛和韓國導演姜帝圭因《集結號》而結緣成為好友。

## 反響
中國大陸首周3天收穫3100萬人民幣列第七位，次周取得1540萬列第十位。